# Lykodon obecný
Lykodon obecný (Lycodon capucinus) je druh hada z čeledi užovkovitých, který obývá jihovýchodní Asii a Malajské souostroví. Introdukován byl také na Vánoční ostrov, Cookovy ostrovy, Maledivy a Maskarény.

## Popis
Průměrná délka lykodona obecného se pohybuje okolo 40 cm, maximálně dorůstá 80 cm a průměr těla může činit až 2 cm. Tělo má základní zbarvení od hnědé po tmavě červenou, s bílou až nažloutlou kresbou. Hlava je hnědá a oddělená od těla širokým nažloutlým pruhem, břicho je bílé. Charakteristickým znakem jsou prodloužené přední zuby, které daly hadovi vědecké jméno (lycodon = „vlčí zub“).

## Způsob života
Preferuje skalnaté oblasti, často se skrývá pod zemí. Vede noční způsob života. Objevuje se i v blízkosti lidských sídel. Když je vyrušen, prudce pohybuje ocasem ze strany na stranu a při pokusu o polapení může i kousnout, jeho jed však není pro člověka nebezpečný. Živí se převážně scinky a gekony, na Vánočním ostrově je považován za hrozbu pro endemické druhy ještěrů. Je vejcorodý, ve snůšce bývá tři až jedenáct vajec.